# Pittosporum erioloma
Pittosporum erioloma är en tvåhjärtbladig växtart som beskrevs av Charles Moore och F. Muell. Pittosporum erioloma ingår i släktet Pittosporum och familjen Pittosporaceae. Inga underarter finns listade.